# Crambus
Crambus är ett släkte av fjärilar som beskrevs av Fabricius 1798. Enligt Catalogue of Life ingår Crambus i familjen Crambidae, men enligt Dyntaxa är tillhörigheten istället familjen mott.

## Bildgalleri

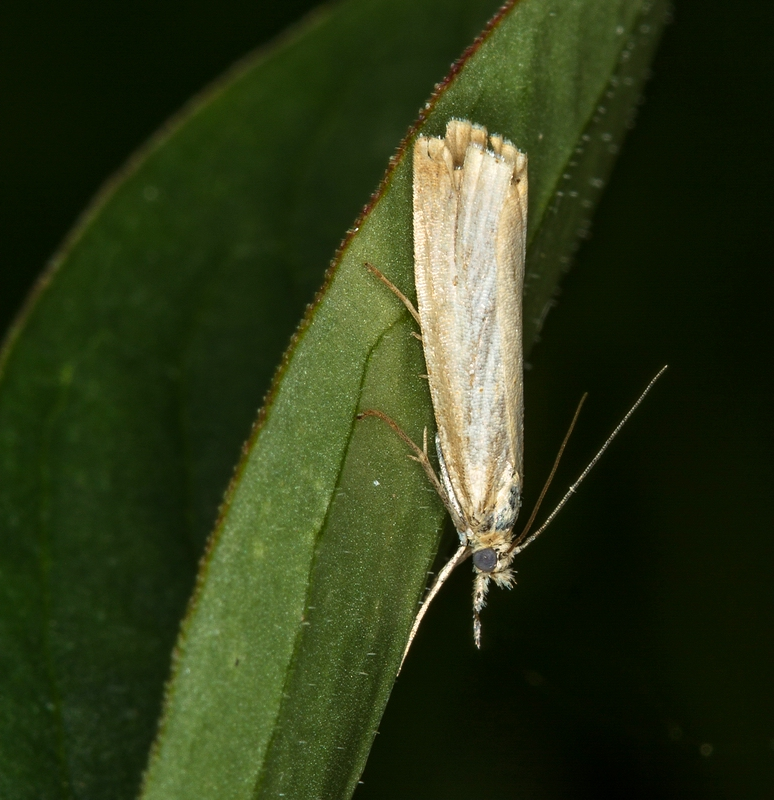
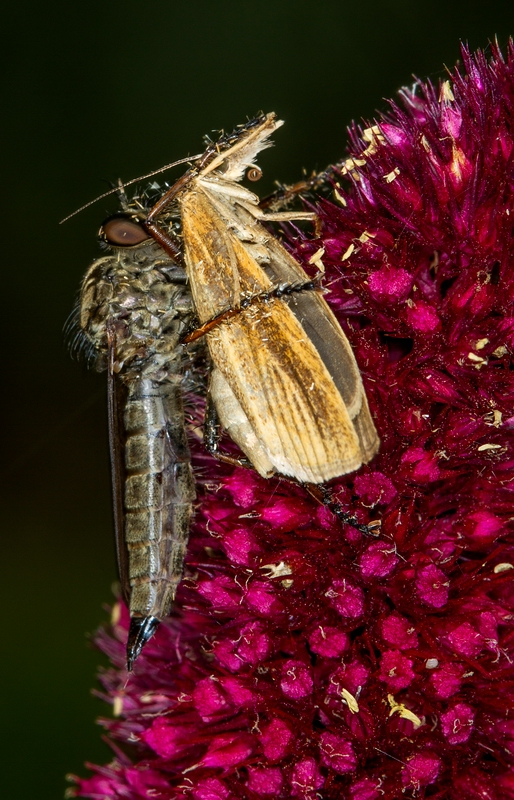
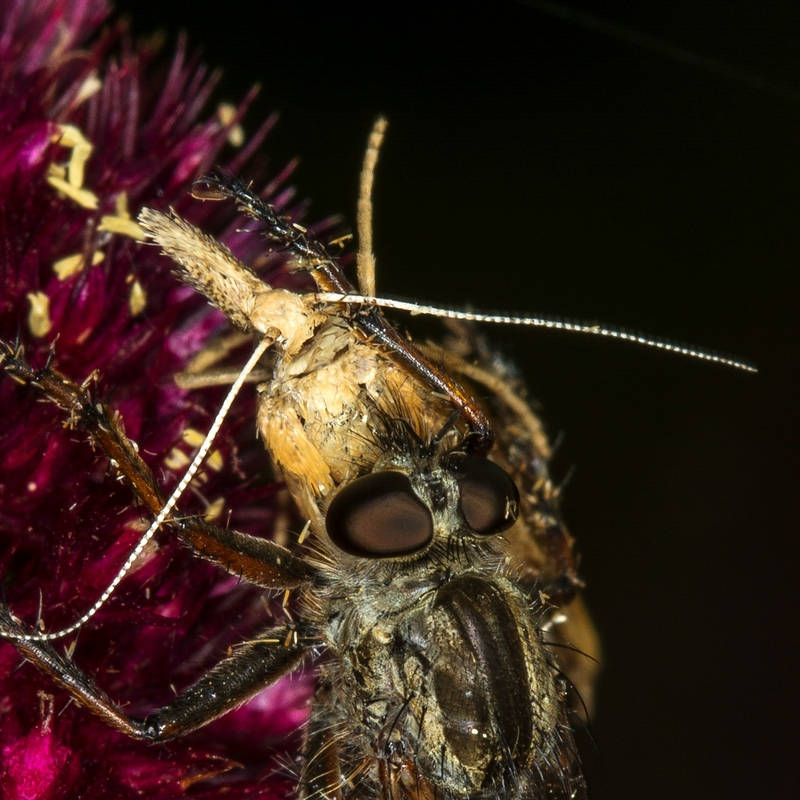
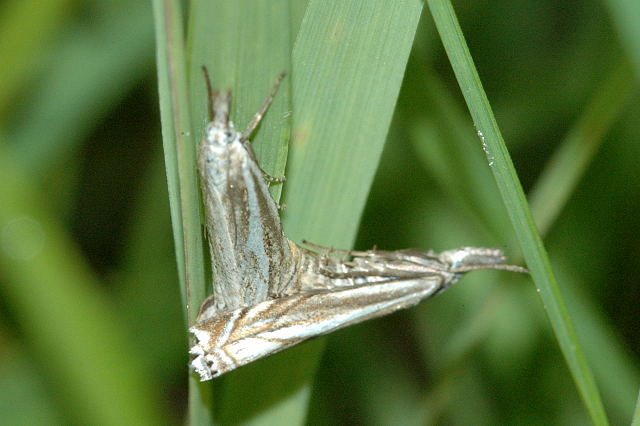
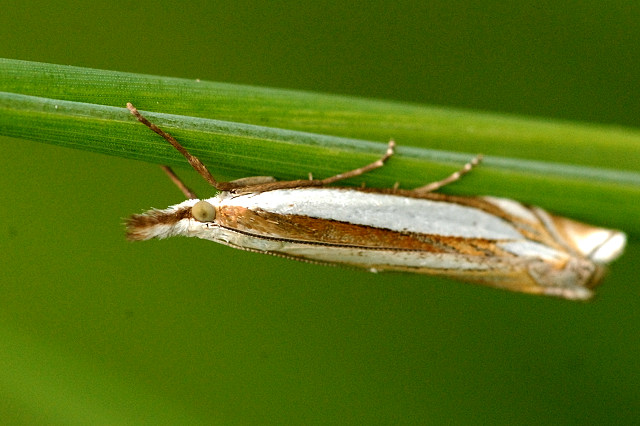

## Dottertaxa tillCrambus, i alfabetisk ordning[1][2]
- Crambus achilles
- Crambus aculiellus
- Crambus acutulellus
- Crambus acyperas
- Crambus adippellus
- Crambus agitatellus
- Crambus agricolellus
- Crambus ainslieellus
- Crambus albellus
- Crambus albifrons
- Crambus alboclavellus
- Crambus alexandrus
- Crambus alfacarellus
- Crambus alienellus
- Crambus altivolens
- Crambus angustalatellus
- Crambus angustellus
- Crambus angustexon
- Crambus arbustorum
- Crambus archimedes
- Crambus argentella
- Crambus argentictus
- Crambus argyreus
- Crambus argyrophorus
- Crambus aristophanes
- Crambus arnaudiae
- Crambus athamas
- Crambus auratus
- Crambus aurellus
- Crambus aureorufus
- Crambus aurivittatus
- Crambus autotoxellus
- Crambus awemellus
- Crambus averroellus
- Crambus baccaestria
- Crambus bellissimus
- Crambus bidens
- Crambus bidentellus
- Crambus bigelovi
- Crambus bipartellus
- Crambus bipunctellus
- Crambus boislamberti
- Crambus boreellus
- Crambus brachiiferus
- Crambus braunellus
- Crambus browni
- Crambus brunneisquamatus
- Crambus caligula
- Crambus carolinellus
- Crambus carpenterellus
- Crambus claviger
- Crambus coccophthorus
- Crambus cockleellus
- Crambus collutella
- Crambus concolorellus
- Crambus coreanus
- Crambus cormieri
- Crambus coryolanus
- Crambus cupriacellus
- Crambus cypridalis
- Crambus cyrilellus
- Crambus cyrnellus
- Crambus daeckellus
- Crambus damotellus
- Crambus dealbellus
- Crambus delineatellus
- Crambus descarpentriesi
- Crambus descludellus
- Crambus dianipha
- Crambus dianiphalis
- Crambus diarhabdellus
- Crambus dissectus
- Crambus domingellus
- Crambus dumetella
- Crambus elegantellus
- Crambus ellipticellus
- Crambus elongatus
- Crambus enemoralis
- Crambus ensigerella
- Crambus eraeneus
- Crambus erechtheus
- Crambus ericella
- Crambus erostratus
- Crambus eurypides
- Crambus exesus
- Crambus extinctellus
- Crambus extorralis
- Crambus falcarius
- Crambus flavonitellus
- Crambus floridus
- Crambus frassicola
- Crambus fumipalpellus
- Crambus fuscilineatellus
- Crambus gausapalis
- Crambus gelatellus
- Crambus geleches
- Crambus geminatellus
- Crambus girardellus
- Crambus guérini
- Crambus hachimantaiensis
- Crambus hamella
- Crambus hampsoni
- Crambus harrisi
- Crambus hastifer
- Crambus hastiferella
- Crambus hastiferellus
- Crambus hayachinensis
- Crambus hemileucalis
- Crambus hemnenensis
- Crambus heringiellus
- Crambus humidellus
- Crambus hyacinthus
- Crambus icarus
- Crambus indotatellus
- Crambus infradentatus
- Crambus infuscatellus
- Crambus innotatellus
- Crambus inornatellus
- Crambus involutellus
- Crambus isshiki
- Crambus johnsoni
- Crambus jupiter
- Crambus kazitaellus
- Crambus kazukaiensis
- Crambus kirinellus
- Crambus kumatakellus
- Crambus labradoriensis
- Crambus lacteela
- Crambus laqueatellus
- Crambus lascaellus
- Crambus lathoniellus
- Crambus lativittellus
- Crambus leachellus
- Crambus leuconotus
- Crambus leucoschalis
- Crambus lybistidellus
- Crambus lyonsellus
- Crambus magnificus
- Crambus marpurgensis
- Crambus mediofasciellus
- Crambus mesombrellus
- Crambus microstrigatus
- Crambus midas
- Crambus moensis
- Crambus moeschleralis
- Crambus moestellus
- Crambus mongolicus
- Crambus monochromellus
- Crambus morrisonellus
- Crambus multilinellus
- Crambus multiradiellus
- Crambus narcissus
- Crambus nemorella
- Crambus nephretete
- Crambus nigerrimus
- Crambus nigriscriptellus
- Crambus nigrivarialis
- Crambus niitakaensis
- Crambus niveihumellus
- Crambus nivellus
- Crambus nolckeniellus
- Crambus obscurellus
- Crambus occidentalis
- Crambus ocellellus
- Crambus ocyperas
- Crambus okinawanus
- Crambus oslarellus
- Crambus ovidius
- Crambus palustrellus
- Crambus pamiri
- Crambus pascuea
- Crambus pascuella
- Crambus pascuum
- Crambus patulellus
- Crambus pavidellus
- Crambus perlella
- Crambus perlellus
- Crambus perspicuus
- Crambus plumbatellus
- Crambus praefectellus
- Crambus pratea
- Crambus pratella
- Crambus pratorum
- Crambus prometheus
- Crambus pseudargyrophorus
- Crambus pseudodiplogrammus
- Crambus pseudorostellus
- Crambus psychellus
- Crambus pulchellus
- Crambus pythagoras
- Crambus quinquareatus
- Crambus racabellus
- Crambus ranenensis
- Crambus reducta
- Crambus reductus
- Crambus richteri
- Crambus rickseckerellus
- Crambus rotarellus
- Crambus saltuellus
- Crambus sanfordellus
- Crambus sapidus
- Crambus sargentellus
- Crambus satrapellus
- Crambus scirpellus
- Crambus scoticus
- Crambus sebrus
- Crambus sechaensis
- Crambus sectitermina
- Crambus semifusellus
- Crambus sericinellus
- Crambus sibiricus
- Crambus silvella
- Crambus sinicolellus
- Crambus sjoestedti
- Crambus sparselloides
- Crambus sparsellus
- Crambus sperryellus
- Crambus splendidellus
- Crambus sudanicola
- Crambus tenuis
- Crambus tenuistriga
- Crambus tessellatus
- Crambus textellus
- Crambus themistocles
- Crambus thersites
- Crambus tigurinellus
- Crambus todarius
- Crambus tomanaellus
- Crambus trichusalis
- Crambus tripsacas
- Crambus turbatella
- Crambus tutillus
- Crambus uliginosellus
- Crambus uniformella
- Crambus unistriatellus
- Crambus vagistrigellus
- Crambus warringtonellus
- Crambus watsonellus
- Crambus whalleyi
- Crambus whitmerellus
- Crambus viettallus
- Crambus virgatellus
- Crambus vittiterminellus
- Crambus xebus
- Crambus xonorus
- Crambus yokohamae
- Crambus youngellus
- Crambus zelator
- Crambus zinckenellus